# カジミェシュ・クラトフスキ
カジミェシュ・クラトフスキ（Kazimierz Kuratowski, 1896年2月2日 - 1980年6月18日）は、ポーランドの数学者。

## 概要
ロシア帝国領（当時）のワルシャワに生まれ、グラスゴー大学で工学を、ワルシャワ大学で数学を学ぶ。ワルシャワ大学にて博士号を取得後、1927年にルヴフ工科大学教授に就任。ルヴフ（現ウクライナ・リヴィウ）ではステファン・バナフ、スタニスワフ・ウラムらとともに測度論に関する研究を行う。
1934年にはワルシャワ大学数学科教授に就任。第二次世界大戦後はポーランド科学アカデミー副理事長等の要職を歴任し、ポーランド数学界の復興に尽力した。
位相空間論・集合論において多大な業績を残し、特に二巻本の大著『トポロジー Topologie』（第1巻1933年刊、第2巻1950年刊）は、ポーランド学派点集合トポロジーの金字塔である。

## 業績
- クラトフスキ・ツォルンの補題の発見。
- グラフ理論において現在は平面グラフの特性として知られるクラトフスキ定理の発見。
- 順序対 {\displaystyle (x,y)} と集合 {\displaystyle \{\{x\},\{x,y\}\}} との同一性。